# اندیس شور چشمه-سیاه مرز
شور چشمه-سیاه مرز یک اندیس غیرفلزی است که در حوالی شهر کیاسر استان سمنان قرار دارد و مادهٔ معدنی موجود در آن، فلوئورین است.سنگ میزبان این اندیس دولومیت است و دیرینگی آن به دوران وندین-کامبرین زیرین می‌رسد. در این اندیس، پاراژنز‌های باریت,سرب,روی یافت می‌شوند.